# تأثير غيبس طومسون
تأثير غيبس طومسون في التحريك الحراري أو مفعول غيبس طومسون لجوزيه قيبس وويليام طومسون المعروف كذلك بويليام كلفن وهو ظاهرة فيزيائية تشير إلى انخفاض درجة غليان المادة في الإحجام الصغيرة بسبب زيادة نسبة السطح إلى الحجم.ومثال ذلك قطرات الماء على وجه الإنسان حيث انها تتبخر عند درجات حرارة منخفضة.فعندما يتوضأ الإنسان وبيتل وجهه بالماء ثم يجلس في درجة حرارة الغرفة فان وجهه يجف بعد حين لتبخر قطرات الماء أخذا بالعلم أن درجة غليان الماء هي 100 م°.لكن قدر الماء مثلا لن يغلي ثم يتبخر إلا عند درجة حرارة عالية.
وبم أن درجة الغليان هي درجة الحرارة التي يتساوى عندها ضغط البخار مع الضغط المحيط بالماء فإن تأثير غيبس طومسون يعرف كذلك على أنه انخفاض ضغط البخار عند زيادة نسبة السطح إلى الحجم.

## المعادلة
يهيمن تأثير غيبس طومسون علي المادة إذا تجاوز نصف قطرها قدرا معلوما ويدعى نصف القطر الحرج ويحسب على هذا النحو.
{\displaystyle V_{Atom}} : الحجم الذري
{\displaystyle k_{B}}  : ثابت بولتزمان
{\displaystyle \gamma } : التوتر السطحي ووحدة قياسه {\displaystyle {\frac {J}{m^{2}}}}
{\displaystyle T}  : درجة الحرارة المطلقة